# Yilton Díaz
Yilton Eduardo Díaz Loboa (ur. 12 czerwca 1992 w Guachené) – kolumbijski piłkarz występujący na pozycji skrzydłowego lub napastnika, od 2024 roku zawodnik gwatemalskiego Xelajú MC.